# Villogorgia flagellata
Villogorgia flagellata är en korallart som beskrevs av Thomas Whitelegge 1897. Villogorgia flagellata ingår i släktet Villogorgia och familjen Plexauridae. Inga underarter finns listade i Catalogue of Life.